# Romare Bearden
Romare Bearden (Charlotte, 2 settembre 1911 – New York, 12 marzo 1988) è stato uno scrittore e artista statunitense.

## Biografia

### Primi anni ed istruzione
Bearden nacque in Carolina del Nord, frequentò la  De Witt Clinton High School nel Bronx e completò poi i suoi studi alla New York University. Il suo percorso di studi non fu continuo, in quanto in alcuni periodi lo interruppe per giocare a baseball da professionista nelle Negro Leagues. Bearden seguì corsi d'arte e divenne prima disegnatore di cartoni animati e poi direttore artistico di The Medley, il mensile della Eucleian Society.
Bearden aveva molti interessi ed abilità. Scrisse e pubblicò articoli su diversi argomenti e creò vignette satiriche. Disegnò costumi e scenari per famosi balletti e compagnie teatrali, illustrò libri di importanti scrittori, collaborò a scrivere libri sull'arte e sulla cultura afroamericana e compose canzoni. Gli venne anche offerta l'opportunità di far parte della squadra di baseball dei Philadelphia Athletics, ma rifiutò.

### Carriera da artista
Fu allievo dell'artista tedesco George Grosz alla Art Students League di New York tra il 1936 e il 1937. Nello stesso periodo, i suoi dipinti rappresentavano spesso scene del sud degli Stati Uniti, e il suo stile era spesso influenzato da artisti messicani, tra cui Diego Rivera e José Clemente Orozco. Poco dopo, iniziò il primo dei suoi periodi di lavoro per il New York Department of Social Services. Durante la seconda guerra mondiale, Bearden si unì all'esercito, prestando servizio dal 1942 al 1945. Tornò in Europa nel 1950 per studiare filosofia alla Sorbona.
Nel periodo tra la guerra e la sua permanenza a Parigi, Bearden riscosse alcuni importanti successi artistici. Sviluppò uno stilo ispirato al cubismo, con linee scure e piccoli sprazzi di colore con i quali produceva rappresentazioni astratte di scene tratte dall'Iliade e dalla passione di Cristo. Nel 1949 venne però escluso dalla Samuel Kootz Gallery in quanto i suoi lavori non erano abbastanza astratti.
Bearden si diede allora alla musica, scrivendo la canzone Sea Breeze, registrata da Billy Eckstine e Dizzy Gillespie; è tuttora considerata un classico del jazz. Nel 1954, a 42 anni d'età, sposò Nanette Rohan, una ballerina ventisettenne, che divenne anche lei artista e critica. La coppia creò in seguito anche la  Bearden Foundation per aiutare giovani artisti. Nanette si adoperò anche per convincere il marito a ritornare alle arti visive.
Verso la fine degli anni cinquanta, i lavori di Bearden divennero più astratti e iniziò ad usare strati di colori ad olio per produrre effetti mutevoli e nascosti. Nel 1956, iniziò a studiare con un calligrafo cinese, che gli diede nuove idee sullo spazio e la composizione dei dipinti. Passò anche molto tempo studiando famosi dipinti europei, in particolare quelli degli olandesi Johannes Vermeer, Pieter de Hooch e Rembrandt. Iniziò ad esporre di nuovo nel 1960. Nello stesso periodo, la coppia si trasferì nell'isola caraibica di Saint Martin.

### Collage
Durante il periodo di lotta del movimento per i diritti civili negli anni sessanta, cambiò stile di nuovo, concentrandosi sul collage. Dopo aver aiutato a formare un gruppo di artisti per supportare i diritti civili, il lavoro di Bearden divenne più figurativo e più socialmente consapevole. Nel 1964 tenne una mostra intitolata Proiezioni, in cui introdusse il suo nuovo stile. Questi lavori furono apprezzati dal pubblico e vennero quindi riesposti l'anno successivo alla Corcoran Gallery of Art di Washington. Continuò a lavorare a collage fino alla morte e questi sono considerati i suoi migliori lavori.
Da allora molti musei hanno ospitato mostre dedicate a Bearden, tra le quali quella nel 1971 al Museum of Modern Art intitolata Prevalence of Ritual, l'esposizione di stampe intitolata A Graphic Odyssey sui suoi ultimi quindici anni di vita, e la retrospettiva del 2005 alla National Gallery of Art intitolata The Art of Romare Bearden.
Un murale di Romare Bearden alla stazione della metropolitana di Gateway Center a Pittsburgh è stato valutato 15 milioni di dollari. "Non ci aspettavamo che valesse così tanto" ha detto la portavoce della  Port Authority of Allegheny County "non siamo in grado di custodire un pezzo così importante." Per confezionare il murale, di 60 piedi per 13, intitolato "Pittsburgh Recollections", Bearden ha guadagnato 90000 $. È stato installato nel 1984.

### Eredità
Romare Bearden morì a New York l'11 marzo 1988 in seguito a complicazioni dovute al cancro.
Due anni dopo la sua morte, venne creata la Romare Bearden Foundation. Questa organizzazione no-profit serve anche per "preservare e perpetuare l'eredità di questo eccellente artista americano"..
Recentemente, ha iniziato a sviluppare programmi indirizzati a supportare e finanziare bambini, scolari ed artisti emergenti..

## Lavori pubblicati
Romare Bearden è autore di:
- Lil Dan, the Drummer Boy, New York: Simon & Schuster, 2003

Romare Bearden è coautore di:
- con Harry Henderson, Six Black Masters of American Art, New York: Doubleday, 1972
- con Carl Holty, The Painter's Mind, Taylor & Francis, 1981
- con Harry Henderson, A History of African-American Artists. From 1792 to present, New York: Pantheon Books

## Opere
- Abstract (dipinto)
- The Blues (collage) – 1975, Honolulu Academy of Arts
- The Calabash (collage) – 1970, Library of Congress
- Carolina Shout (collage) - The Mint Museum of Art
- Falling Star (dipinto)
- Fisherman (dipinto)
- The Lantern (dipinto)
- Last of the Blue Devils
- Morning of collage)
- Return of the Prodigal Son – 1967, Albright-Knox Art Gallery
- Rocket to the Moon (collage)
- She-Ba
- Showtime (dipinto)
- Summertime (collage) – 1967, Saint Louis Art Museum
- The Woodshed
- Wrapping it up at the Lafayette